# Jean-Louis Panné

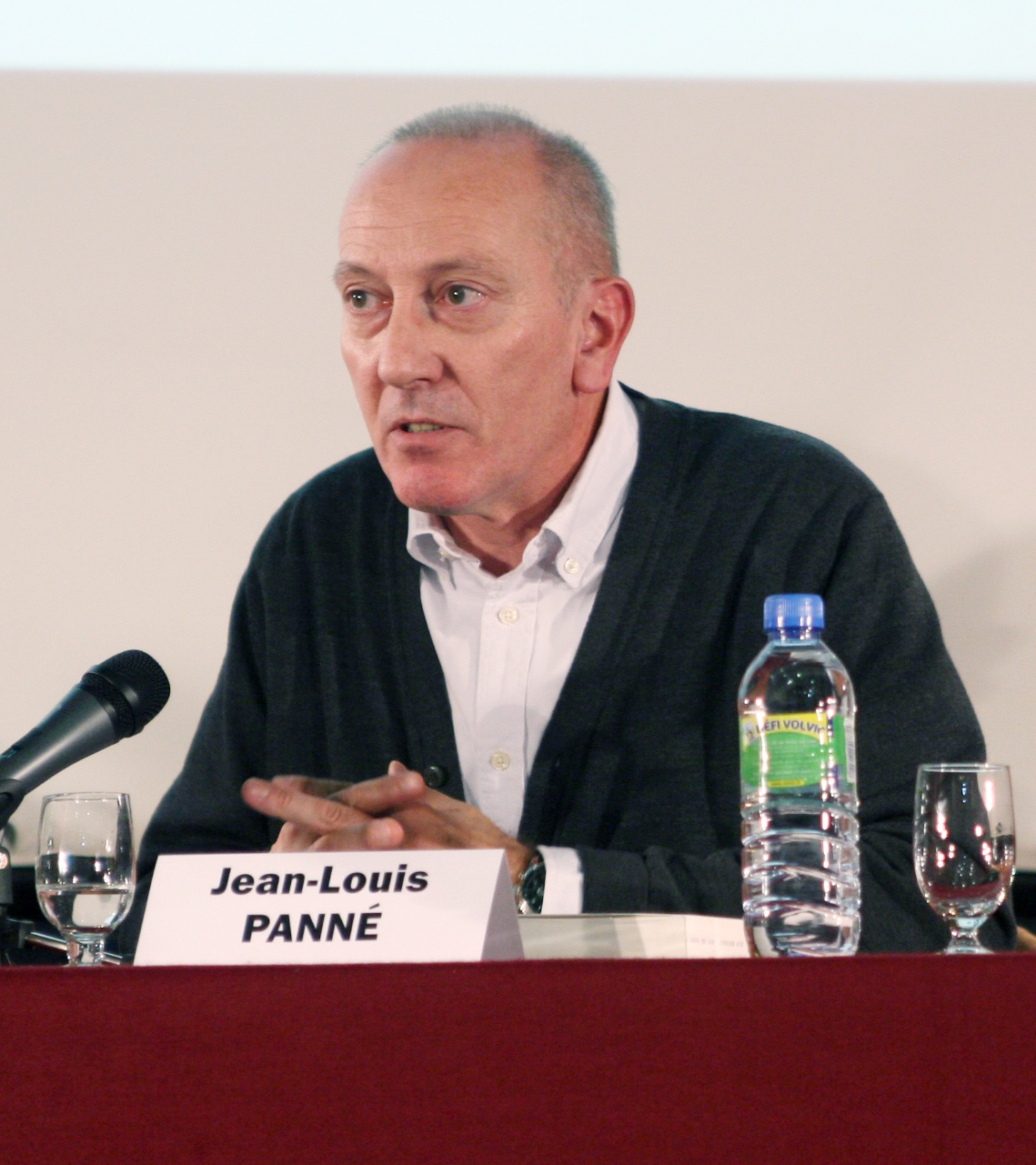
Jean-Louis Panné (2009)

Jean-Louis Panné (ur. 12 maja 1953) – francuski historyk, pracownik wydawnictwa „Gallimard”.
Jego pierwsze artykuły ukazywały się w „Le Peuple Français” – magazynie o historii współczesnej, tworzonej przez studentów z Nanterre. Jean-Louis Panné uczestniczył w ruchu chłopów z Larzac, w tym przy budowie owczarni La Blaquière. Pod koniec lat 70., po zerwaniu z „lewicą”, dołączył do grupy „Cahiers Spartacus” (Zeszytów Spartakusa) redagowanych przez René Lefeuvre'a. Zainteresował się historią syndykalizmu, komunizmu i współczesnych demokracji, zwłaszcza Polski.
Bibliotekarz w Instytucie Historii Społecznej od 1979 do 1984, założonym przez Borisa Souvarine'a w 1935, pracował jako sekretarz u boku dawnego założyciela partii komunistycznej we Francji, aż do jego śmierci w listopadzie 1984. W 1980 uczestniczył w ruchu pomocy NSZZ Solidarność, kilka lat później został sekretarzem stowarzyszenia „Solidarité avec Solidarność” („Solidarni z Solidarnością”). Za swoją działalność otrzymał medal honorujący 25. rocznicę powstania Stowarzyszenia oraz Order Zasługi Rzeczypospolitej Polskiej, którym został odznaczony przez prezydenta Lecha Kaczyńskiego w grudniu 2009.
Od 1987 do 1993 należał do zespołu Dictionnaire biographique du mouvement ouvrier français (dosł. Słownik biograficzney francuskiego ruchu robotniczego), by pomóc w pisaniu i okresie między 1914 a 1939 rokiem. Zredagował kilkadziesiąt notek, podpisanych i niepodpisanych.
W 1994, za pośrednictwem swojego wydawcy Charles’a Ronsaca, współpracował z François Furetem przy jego publikacji Le Passé d’une illusion, essai sur l’idée communiste au xxe siècle (dosł. Przeszłość iluzji, esej o idei komunistycznej w XX wieku), wyd. Robert Laffont, 1995. Później współpracował ze Stéphane'em Courtois – inicjatorem projektu Livre noir du communisme (wyd. pol. Czarna Księga Komunizmu) i jednym ze współautorów tej książki.
We wrześniu 2005 Jean-Louis Panné rozpowszechnił tekst obnażający orientację polityczną i ideologiczną Bruno Drwęskiego (Deux ou trois choses sur Bruno Drwęski ou le petit train vert et rouge de la révolution, dosł. Dwie albo trzy sprawy dotyczące Bruna Drwęskiego lub mały zielono-czerwony pociąg rewolucji). Drwęski pozwał Panné. Oskarżenie wniesione przez Bruno Drwęskiego zostało odrzucone 9 grudnia 2009 roku przez Sąd Apelacyjny w Paryżu.
Jako wydawca (éditeur assistant) zatrudniony w Gallimard Panné największy udział ma w kolekcji Quarto, w tym w edycji dzieł Witolda Gombrowicza (Moi et mon double, 1996), Simone Weil (Œuvres, 1999), Hannah Arendt (Les Origines du totalitarisme; Eichmann à Jérusalem, 2002), Alexisa de Tocqueville’a (Lettres choisies, 2003), George Sand (Histoire de ma vie, 2004), Borisa Pasternaka (Le Docteur Jivago, 2005), Marc Bloch (L’Histoire, la Guerre, la Résistance, 2006), François Fureta (La Révolution française, 2007), Rogera Caillois (2008), Louis Guilloux (2009).

## Publikacje
- Wspólnie z Emmanuelem Wallonem, L'Entreprise sociale, le pari autogestionnaire de Solidarność, L'Harmattan, 1987.
- Aux origines, le Cercle communiste démocratique w: Boris Souvarine et la critique sociale, La Découverte, 1990.
- Boris Souvarine, le premier désenchanté du communisme, Robert Laffont, 1993.
- La Lettre des 250 w: La Part des Militants, Éditions ouvrières, 1996.
- We współpracy, Le Livre noir du communisme, Robert Laffont, 1997 (wyd. pol. Czarna Księga Komunizmu, Prószyński i Ska, 1999).
- Journal de la France et des Français. Chronologie politique, culturelle et religieuse 481-2000, années 1900-1946, Gallimard, Quarto, 2001.
- La négation de la famine en Ukraine (1932-1933) w: L’Histoire trouée. Négation et témoignages, L’Atalante, 2003.
- Prisonniers de guerre français et Polonais. Fraternité, expérience, témoignage, „Revue d’études slaves”, t. 75/2, 2004, p. 271-284 (wyd. pol. Francuscy i polscy jeńcy wojenni. Braterstwo, doświadczenia i świadectwa, „Pamięć i Sprawiedliwość” nr 2 (8), 2005, s. 257-268).
- Brice Parain et le communisme w: Brice Parain Un homme de parole, Gallimard, 2005.
- Wspólnie ze Stéphane'em Courtois i innymi, Dictionnaire du communisme, Larousse, 2007, hasła Katyń, Solidarność, Dissidence, 1956 i in.
- Jan Karski, le « roman » et l'histoire, Pascal Galodé, 2010.

### Przedmowy i posłowia
- Jan Karski, Mon témoignage devant le monde. Histoire d'un État secret, Éditions Point de Mire, 2004. sprawdzenie tekstu o przepisy we współpracy z Céline Gervais-Francelle.
- Rafaël Lemkin, Qu'est-ce qu'un génocide ?, Éditions du Rocher, Paris, 2008.
- Anastassia Lyssyvets, Raconte la vie heureuse..., L'Harmattan, Paris, 2009.
- Jean Rounault, Mon ami Vassia : Souvenirs du Donetz, Le Bruit du temps, 2009.